# 川崎英明
川崎 英明（かわさき ひであき、1951年3月16日 - ）は、日本の法学者。専門は刑事訴訟法。学位は、博士（法学）（東北大学・論文博士・1998年）。関西学院大学名誉教授。日本刑法学会理事。元民主主義科学者協会法律部会理事。

## 家族
妻は憲法学者で大阪大学法学部の一期後輩である川崎和代（大阪夕陽丘学園短期大学教授）。
息子は、複数の無罪判決を得ている弁護士の川崎拓也（大阪弁護士会）。

## 経歴
- 1951年 - 長崎県出身
- 1973年 - 大阪大学法学部卒業
- 1979年 - 島根大学法文学部講師（のち、助教授）
- 1993年 - 島根大学法文学部教授
- 1994年 - 東北大学法学部教授
- 1998年 - 東北大学より法学博士の学位を取得[1]。
- 2001年 - 関西学院大学法学部教授
- 2004年 - 関西学院大学大学院司法研究科(法科大学院)教授[7]
- 2019年 - 関西学院大学名誉教授[8]

## 著書

### 単書
- 『現代検察官論』（日本評論社、1997年）
- 『刑事再審と証拠構造論の展開』（日本評論社、2003年）

### 編書
- 『刑事弁護』（大出良知、神山啓史との編著、日本評論社、1993年）
- 『刑事弁護コンメンタール1 刑事訴訟法』（大出良知、小田中聡樹との編著、現代人文社、1998年）
- 『盗聴法の総合的研究-「通信傍受法」と市民的自由-』（右崎正博、田島泰彦との編著（奥平康弘、小田中聡樹監修）、日本評論社、2001年）
- 『刑事司法改革と刑事訴訟法』（上巻）（下巻）（村井敏邦、白取祐司との編著（奥平康弘、小田中聡樹監修）、日本評論社、2007年）
- 『2016年改正刑事訴訟法・通信傍受法条文解析』（三島聡、渕野貴生との編著、日本評論社、2017年）

### 共書
- 小田中聡樹『盗聴立法批判 : おびやかされる市民の自由』日本評論社、1997年。ISBN 4535511217。 NCID BA33778701。